# Villars-Saint-Georges
Villars-Saint-Georges é uma comuna francesa na região administrativa de Borgonha-Franco-Condado, no departamento de Doubs. Estende-se por uma área de 5,15 km². Em 2010 a comuna tinha 280 habitantes (densidade: 54,4 hab./km²).